# Scruparia chelata
Scruparia chelata är en mossdjursart som först beskrevs av Carl von Linné den yngre 1758.  Scruparia chelata ingår i släktet Scruparia och familjen Scrupariidae. Arten är reproducerande i Sverige. Inga underarter finns listade i Catalogue of Life.